# Tromeo and Juliet
Pour les articles homonymes, voir Roméo et Juliette (homonymie).
Pour plus de détails, voir Fiche technique et Distribution.
Tromeo and Juliet est un film américain réalisé par Lloyd Kaufman en 1996.

## Synopsis
Manhattan, fin du XXe siècle. Tromeo déteste la famille Capulet qui a traîtreusement racheté la compagnie de films pornographiques de son père. Il aime donc aller semer la pagaille dans les réceptions huppées des Capulet. Un jour, Tromeo tombe amoureux d’une jeune fille végétarienne promise à un imbécile dirigeant une entreprise de boucherie industrielle. Sans le savoir, Tromeo a jeté son dévolu sur Juliet Capulet.

## Fiche technique
- Réalisation : Lloyd Kaufman
- Scénario : Lloyd Kaufman, James Gunn et Jason Green, d'après l’œuvre de William Shakespeare
- Durée : 105 minutes
- Pays d'origine :  États-Unis
- Année : 1996
- Genre : Parodie

## Distribution
- Jane Jensen : Juliette Capulet
- Will Keenan : Tromeo Que
- Valentine Miele : Murray Martini
- William Beckwith : Cappy Capulet
- Steve Gibbons : London Arbuckle
- Sean Gunn : Sammy Capulet
- Debbie Rochon : Ness
- Lemmy Kilmister : le narrateur
- Stephen Blackehart : Benny Que
- Flip Brown : père Lawrence
- Patrick Connor : Tyrone Capulet
- Earl McKoy : Monty Que
- Gene Terinoni : détective Ernie Scalus
- Wendy Adams : Ingrid Capulet
- Tamara Marie Watson : Georgie Capulet